# Цаки
Цаки (грч. Τσάκοι) је насељено место у општини Меглен у периферији Средишња Македонија, Грчка. Према попису из 2021. године било је 875 становника.
Према бугарском географу и историчару, Василу Канчову, у Цакију је 1900. године живело 550 Турака. Године 1924. турско становништво је принудно исељено у Турску а на њихово место су насељене грчке избегличке породице из Турске. На попису из 1928. године Цаки је имао 337 становника. Село се раније звало Цакон Махала. Од 2001. године селу је припојен Цакони (некадашње словенско насеље). Цакони је 1940. године имао 724 становника, од чега 483 Словена и 241 Грка.